# 電波技術協会
一般財団法人電波技術協会（でんぱぎじゅつきょうかい）は、ラジオ放送及びその他電波による通信技術の向上発展を目的に活動する法人。1952年1月に当初任意団体として発足し、同年3月財団法人電波技術協会として設立した。

## 概要
設立された当時はラジオ受信機すら一般的な家庭が所有出来るような経済状況ではなく、それを欲する家庭も多くその入手手段として組み立て用の部品をキット化した物を購入して手造りする人も多く、身に付けた技術を基にラジオ屋（店）を開くという事もあり技術レベルの向上も国策として必要され、通商産業省の認定する「ラジオ受信機修理技術者検定」の検定試験もこの電波技術協会により実施された。
その後テレビジョン放送が開始され急速に受像機も普及したが、当時の受像機はブラウン管と真空管で構成された物で経年劣化による故障も早期多発で、その修理の出来る技術者が必要となり、1953年11月「テレビジョン技術者養成所」を設立した。

## 所在地
- 神奈川県川崎市麻生区万福寺1-2-3
農住ビルアーシス9F